# Koehlreutera hygrometrica
Koehlreutera es un género monotípico de musgos perteneciente  a la familia Funariaceae.  Su única especie, Koehlreutera hygrometrica, es originaria de .

## Taxonomía
Koehlreutera hygrometrica fue descrita por (Hedw.) Grindel y publicado en Botanisches Taschenbuch für Liv-, Cur- und Ehstland 317. 1803.